# Plebeia minima
Plebeia minima är en biart som först beskrevs av Giovanni Gribodo 1893.
Plebeia minima ingår i släktet Plebeia och familjen långtungebin. Inga underarter finns listade i Catalogue of Life.